# Fredersdorf-Vogelsdorf
Fredersdorf-Vogelsdorf est une commune de l'arrondissement de Märkisch-Oderland, dans le Land de Brandebourg, en Allemagne. Sa population s'élevait à environ 14 100 habitants en 2019.

## Géographie
Fredersdorf-Vogelsdorf se trouve à 25 km à l'est du centre de Berlin et fait partie de la région métropolitaine de Berlin-Brandebourg.

## Administration
La commune est composée de trois pôles villageois :
- Fredersdorf Nord
- Fredersdorf Süd
- Vogelsdorf.

## Histoire
En 1376, la toponymie du lieu apparaît comme domaine royal sous le règne de Charles IV du Saint-Empire.

## Démographie
- Évolution de la population dans les limites actuelles. -- Ligne bleue: Population; Ligne pointillé: Comparaison avec le développement de Brandebourg -- Fond gris: Période du régime nazie; Fond rouge: Période du régime communiste
- Évolution recente (ligne bleue) et prévisions sur l'effectif de résidents

| Année | Population |
| ----- | ---------- |
| 1875  | 859        |
| 1890  | 984        |
| 1910  | 1 766      |
| 1925  | 2 670      |
| 1933  | 4 356      |
| 1939  | 5 552      |
| 1946  | 5 857      |
| 1950  | 5 888      |
| 1964  | 7 923      |
| 1971  | 8 036      |

| Année | Population |
| ----- | ---------- |
| 1981  | 7 327      |
| 1985  | 7 180      |
| 1989  | 6 970      |
| 1990  | 6 865      |
| 1991  | 6 874      |
| 1992  | 6 864      |
| 1993  | 7 052      |
| 1994  | 7 261      |
| 1995  | 7 740      |
| 1996  | 8 210      |

| Année | Population |
| ----- | ---------- |
| 1997  | 8 999      |
| 1998  | 9 885      |
| 1999  | 10 638     |
| 2000  | 11 069     |
| 2001  | 11 359     |
| 2002  | 11 672     |
| 2003  | 12 000     |
| 2004  | 12 223     |
| 2005  | 12 401     |
| 2006  | 12 549     |

| Année | Population |
| ----- | ---------- |
| 2007  | 12 604     |
| 2008  | 12 678     |
| 2009  | 12 805     |
| 2010  | 12 801     |
| 2011  | 12 532     |
| 2012  | 12 626     |
| 2013  | 12 771     |
| 2014  | 12 879     |
| 2015  | 13 104     |
| 2016  | 13 572     |

| Année | Population |
| ----- | ---------- |
| 2017  | 13 761     |
| 2018  | 13 873     |
| 2019  | 14 109     |
| 2020  | 14 310     |

|  |  |